# Wilhelm Baues
Wilhelm Bernd Baues (Mönchengladbach, 21 novembre 1948) è un ex canoista tedesco.

## Palmarès

### Olimpiadi
- 1 medaglia:
  - 1 argento (Monaco di Baviera 1972 nel C-2[1])

### Mondiali
- 2 medaglie:
  - 1 oro (Muotathal 1973 nel C-2 a squadre)
  - 1 bronzo (Muotathal 1973 nel C-2)